# Хвойник высочайший
Хвойник высочайший (лат. Ephedra altissima) — растение-хвойник, распространённое в западной части Сахары (Марокко, Алжир, Тунис, Ливия, Чад, Мавритания) и на Канарских островах. Также выращивается в качестве декоративного.

## Разновидности
1. Ephedra altissima var. altissima — основная часть ареала
2. Ephedra altissima var. tibestica Maire — горы Тибести на севере Чада